# Hundekehlefenn

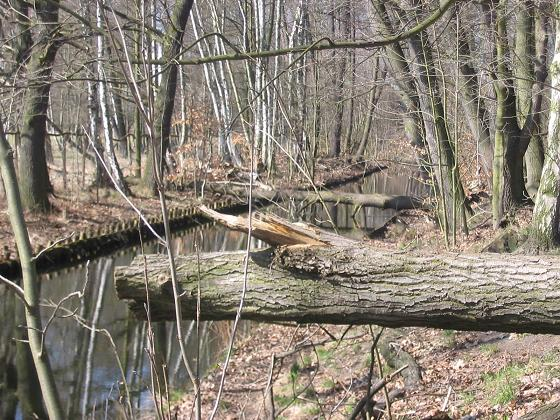
Kanal am Moorgebiet

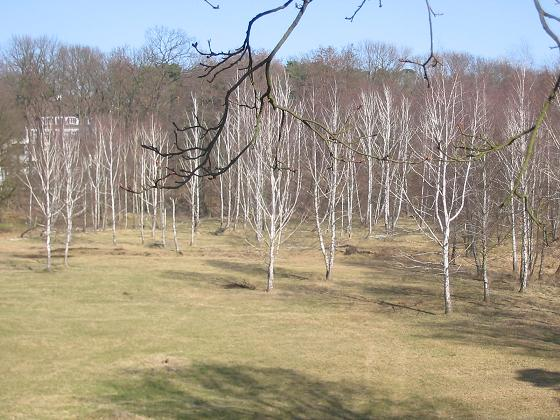
Wiesenbereich

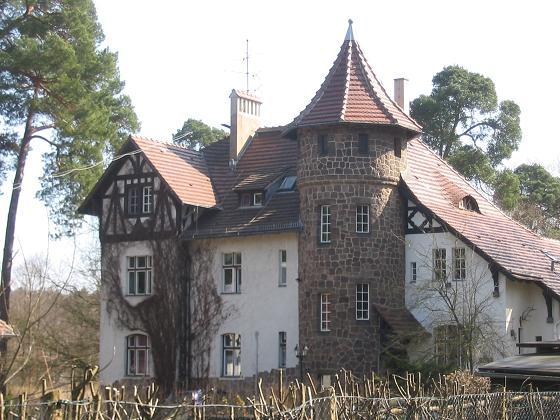
Forsthaus Hundekehle (außerhalb des Naturschutzgebietes)

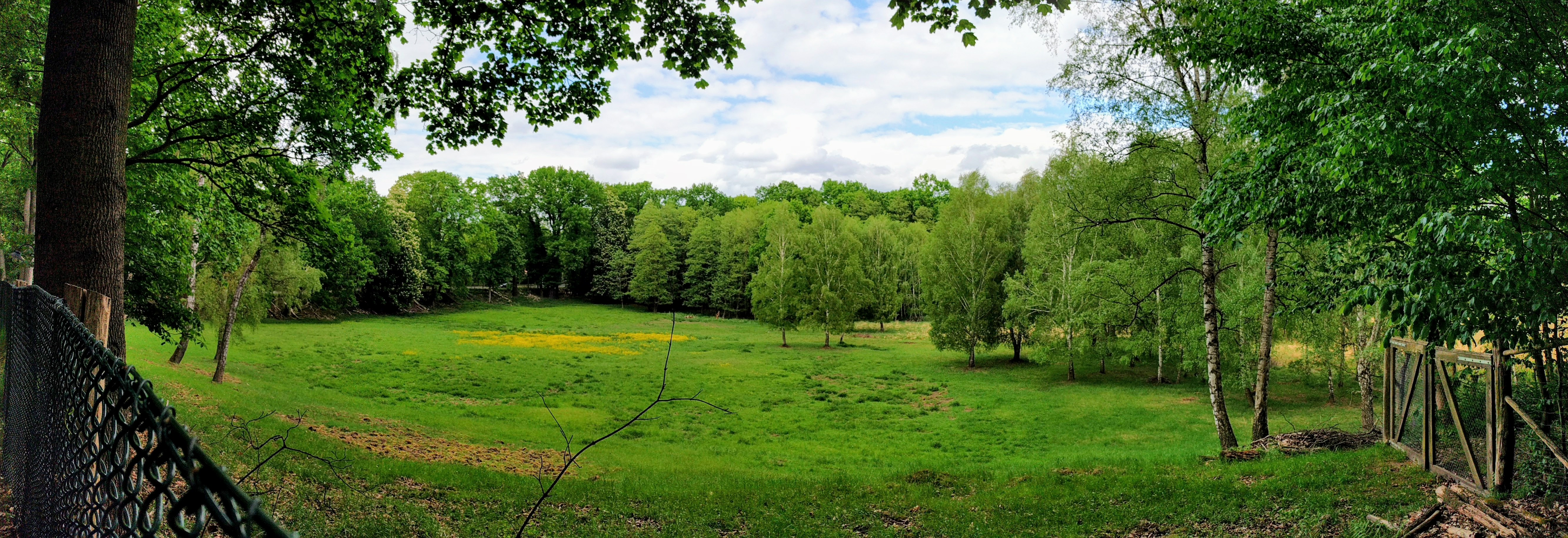
Wiese im Naturschutzgebiet „Hundekehlefenn“, Berlin-Grunewald

Das Naturschutzgebiet Hundekehlefenn verbindet in der glazialen Rinne der Grunewaldseenkette den südlich gelegenen Grunewaldsee mit dem Hundekehlesee im Norden. Die sumpfig-morastige Senke liegt im Berliner Grunewald und gehört zum Bezirk Charlottenburg-Wilmersdorf. Die Wasserverbindung zwischen den Seen stellt der „Hundekehlekanal“ her, der an der Ostseite des Fenns verläuft. Der Ostteil des Fenns setzt das beliebteste Berliner Hundeauslaufgebiet am Grunewaldsee fort.
Seit 1987 ist das Hundekehlefenn als zehn Hektar großes Naturschutzgebiet mit der Typisierung Moor ausgewiesen. Das Gebiet gliedert sich in den sumpfig-morastigen, heute weitgehend trockengelegten Teil sowie in offene Wiesenflächen mit lichtem Birkenbestand. In diesem Teil ist ähnlich wie bei der Rehwiese der Rinnencharakter der Grunewaldseenkette gut zu erkennen. Gemeinsam mit dem ebenfalls zur Seenkette zählenden Riemeisterfenn zwischen Krummer Lanke und Langem Luch bildet das Hundekehlefenn einen letzten Rest der in Berlin verbliebenen ursprünglichen Vegetation. Die noch vorhandene Flora und Fauna mesotropher Moorweiher und die Reste der Erlenbruchwälder sollen erhalten werden, die Verlandungsvegetation soll sich störungsfrei entwickeln und der Schichtaufbau des Moorgebietes bewahrt werden.
Der Begriff „Hundekehle“ leitet sich möglicherweise von dem alten Begriff „Hundequele“ als Sammelstelle für die Hundemeuten bei der Treibjagd ab, wofür die Nähe des Jagdschlosses Grunewald spräche. Der Namenexperte Schlimpert führt den Namen dagegen eher auf hunt für ‚Ackermaß‘ und kele für ‚Schlucht‘ zurück (siehe genauer Hundekehlesee). Der niederdeutsche Namensbestandteil Fenn bezeichnet einen ‚versumpften Binnensee‘ und geht auf die Besiedlung der Mark Brandenburg durch die Flamen (Fläming) im 12. Jahrhundert zurück (siehe genauer: Grunewaldseenkette).
An der Westseite oberhalb des Fenns liegt das Forstamt Grunewald, seit 1923 Försterei „Hundekehle“ mit einem herrlichen historischen Gebäude, das der Pracht des Jagdschlosses und der von „Paulsborn“ am benachbarten Grunewaldsee kaum nachsteht. Das Gebäude wurde 1907 als Polizeireiterposten mit Gefängnis- und Wohntrakt sowie Stall und Kutscherhäuschen erbaut. Das Forsthaus war 1963 Drehort von Scotland Yard jagt Dr. Mabuse mit Klaus Kinski und 1966 der Fernsehserie Förster Horn.